# U-345 (tàu ngầm Đức)
U-345 là một tàu ngầm tấn công  Lớp Type VII thuộc phân lớp Type VIIC được Hải quân Đức Quốc Xã chế tạo trong Chiến tranh Thế giới thứ hai. Nhập biên chế năm 1943, nó chưa thực hiện được chuyến tuần tra nào khi bị hư hại do một đợt không kích của Không lực Lục quân Hoa Kỳ xuống Kiel vào ngày 13 tháng 12, 1943, rồi được cho xuất biên chế vào ngày 23 tháng 12, 1943. Nó bị đắm đang khi được kéo đi ngoài khơi Warnemünde, Rostock vào ngày 2 tháng 2, 1944. Xác tàu ngầm
Được trục vớt và tháo dỡ sau chiến tranh. 

## Thiết kế và chế tạo

### Thiết kế

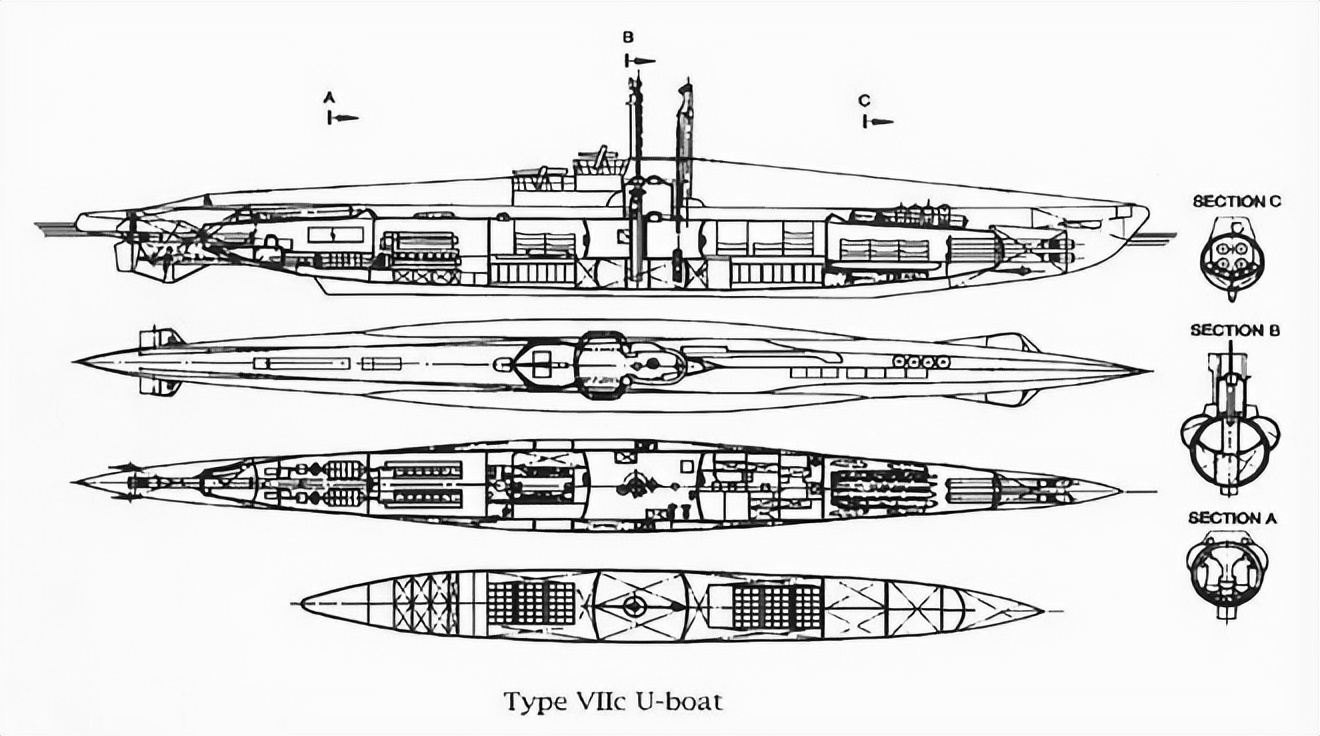
Sơ đồ các mặt cắt một tàu ngầm Type VIIC

Phân lớp VIIC của Tàu ngầm Type VII là một phiên bản VIIB được kéo dài thêm. Chúng có trọng lượng choán nước 769 t (757 tấn Anh) khi nổi và 871 t (857 tấn Anh) khi lặn). Con tàu có chiều dài chung 67,10 m (220 ft 2 in), lớp vỏ trong chịu áp lực dài 50,50 m (165 ft 8 in), mạn tàu rộng 6,20 m (20 ft 4 in), chiều cao 9,60 m (31 ft 6 in) và mớn nước 4,74 m (15 ft 7 in).
Chúng trang bị hai động cơ diesel Germaniawerft F46 siêu tăng áp 6-xy lanh 4 thì, tổng công suất 2.800–3.200 PS (2.100–2.400 kW; 2.800–3.200 bhp), dẫn động hai trục chân vịt đường kính 1,23 m (4,0 ft), cho phép đạt tốc độ tối đa 17,7 kn (32,8 km/h), và tầm hoạt động tối đa 8.500 nmi (15.700 km) khi đi tốc độ đường trường 10 kn (19 km/h). Khi đi ngầm dưới nước, chúng sử dụng hai động cơ/máy phát điện Garbe, Lahmeyer & Co. RP 137/c  tổng công suất 750 PS (550 kW; 740 shp). Tốc độ tối đa khi lặn là 7,6 kn (14,1 km/h), và tầm hoạt động 80 nmi (150 km) ở tốc độ 4 kn (7,4 km/h). Con tàu có khả năng lặn sâu đến 230 m (750 ft).
Vũ khí trang bị có năm ống phóng ngư lôi 53,3 cm (21 in), bao gồm bốn ống trước mũi và một ống phía đuôi, và mang theo tổng cộng 14 quả ngư lôi, hoặc tối đa 22 quả thủy lôi TMA, hoặc 33 quả TMB. Tàu ngầm Type VIIC bố trí một hải pháo 8,8 cm SK C/35 cùng một pháo phòng không 2 cm (0,79 in) trên boong tàu. Thủy thủ đoàn bao gồm 4 sĩ quan và 40-56 thủy thủ.

### Chế tạo
U-345 được đặt hàng vào ngày 10 tháng 4, 1941, và được đặt lườn tại xưởng tàu của hãng Nordseewerke ở Emden vào ngày 9 tháng 7, 1942. Nó được hạ thủy vào ngày 11 tháng 3, 1943, và nhập biên chế cùng Hải quân Đức Quốc Xã vào ngày 4 tháng 5, 1943 dưới quyền chỉ huy của Hạm trưởng, Trung úy Hải quân Ulrich Knackfuß.

## Lịch sử hoạt động
Đang khi hoạt động huấn luyện và chạy thử máy trong thành phần Chi hạm đội U-boat 8, U-345 bị hư hại do một đợt không kích của Không lực Lục quân Hoa Kỳ xuống Kiel vào ngày 13 tháng 12, 1943. Được xem là một tổn thất toàn bộ, con tàu được cho xuất biên chế vào ngày 23 tháng 12, 1943. U-345 đắm trong khi được kéo đi ở vị trí về phía Bắc Warnemünde, Rostock vào ngày 2 tháng 2, 1944, tại tọa độ 54°20′B 12°04′Đ / 54,333°B 12,067°Đ. Sau chiến tranh xác tàu được trục vớt vào tháo dỡ vào tháng 4, 1954.